# Francisco José Garanito Sousa
Francisco José Garanito Sousa, hay Kiko (sinh ngày 24 tháng 7 năm 1993) là một cầu thủ bóng đá người Bồ Đào Nha thi đấu cho Gondomar ở vị trí hậu vệ.

## Sự nghiệp bóng đá
Ngày 30 tháng 11 năm 2013, Kiko có màn ra mắt cho Marítimo B trong trận đấu tại Giải bóng đá hạng nhất quốc gia Bồ Đào Nha 2013–14 trước Sporting B.